# Mogens Davidsen
Mogens Davidsen (26. februar 1915 på Frederiksberg – 3. september 1956 smst) var en dansk skuespiller.
Oprindeligt ansat på kontor, men slog igennem som skuespiller fra 1937.
Han var god til skuespillerparodier og visesang.
Han blev dræbt ved en trafikulykke kun 41 år gammel.
Han medvirkede i følgende film:
- Genboerne – 1939
- En desertør – 1940
- Når man kun er ung – 1943
- To som elsker hinanden – 1944
- Frihed, lighed og Louise – 1944
- Kampen mod uretten – 1949
- Den store gavtyv – 1956
- Taxa K-1640 Efterlyses – 1956